# Fontana di piazza Santa Maria in Trastevere
La fontana di piazza Santa Maria in Trastevere si trova a Roma, nella piazza antistante l'omonima basilica. La fontana è una realizzazione di Donato Bramante, con dei perfezionamenti successivi da parte di Gian Lorenzo Bernini e Carlo Fontana, su una preesistente opera forse di epoca imperiale.

## Storia e descrizione
Si ritiene sia la più antica fontana di Roma ancora funzionante, fatti salvi i restauri, gli interventi di vario tipo e anche uno spostamento. Sembra infatti che la prima testimonianza di una fonte in quel luogo possa farsi risalire all'epoca augustea, sebbene non ne esistano prove assolutamente certe. La fonte doveva essere alimentata dall'Aqua Alsietina, l'acquedotto che Augusto aveva fatto costruire nel 2 a.C. per l'alimentazione della sua "naumachia": il lago artificiale per gli spettacoli di combattimenti navali, realizzato nella zona di Trastevere. L'acquedotto era probabilmente destinato fin dall'origine a un tale scopo: l'acqua infatti non è potabile e, quando non veniva utilizzata per la naumachia, era impiegata a scopi agricoli e per l'irrigazione dei “giardini di Cesare”, il parco che Cesare volle fosse reso pubblico dopo la sua morte.
Il primo intervento sui resti del preesistente monumento romano sembra si possano far risalire alla fine dell'VIII secolo, ad opera di papa Adriano I (ma la notizia è riferita da cronache molto più tarde, della metà del XVII secolo). Da allora non se ne hanno più notizie fino al 1450, quando con papa Niccolò V, in occasione del Giubileo, fu edificata una vasca quadrata su gradini, al centro della quale, su un piedistallo con balaustri, erano due catini circolari di diversa dimensione. L'alimentazione era probabilmente assicurata dai resti dell'acquedotto Alsietino. Probabilmente a causa di un flusso insufficiente dell'acqua, il catino sommitale fu presto eliminato: è già scomparso in una pianta di Roma del 1474.

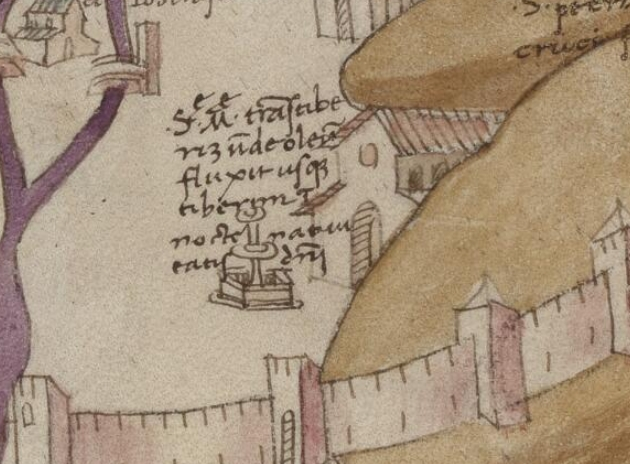
Pianta di Roma di Pietro del Massaio, 1471 (dettaglio)

Tra il 1496 e il 1501 il primo restauro, forse del Bramante, decorò il catino superstite con teste di lupo, dalle cui fauci l'acqua cadeva nella vasca sottostante. Alla fine dello stesso XVI secolo, un intervento di Giovanni Fontana fu talmente radicale da rappresentare, convenzionalmente, la data di edificazione dell'attuale fontana di piazza Santa Maria in Trastevere: cambiò, tra l'altro, la forma della vasca basale da quadrata a ottagonale. Nel 1604 un ramo secondario dell'”Acqua Felice” raggiunse il lato destro del Tevere: ben presto si sostituì, ad opera di Girolamo Rainaldi, la vecchia alimentazione fornita dall'ormai inadeguata Aqua Alsietina con il nuovo condotto.

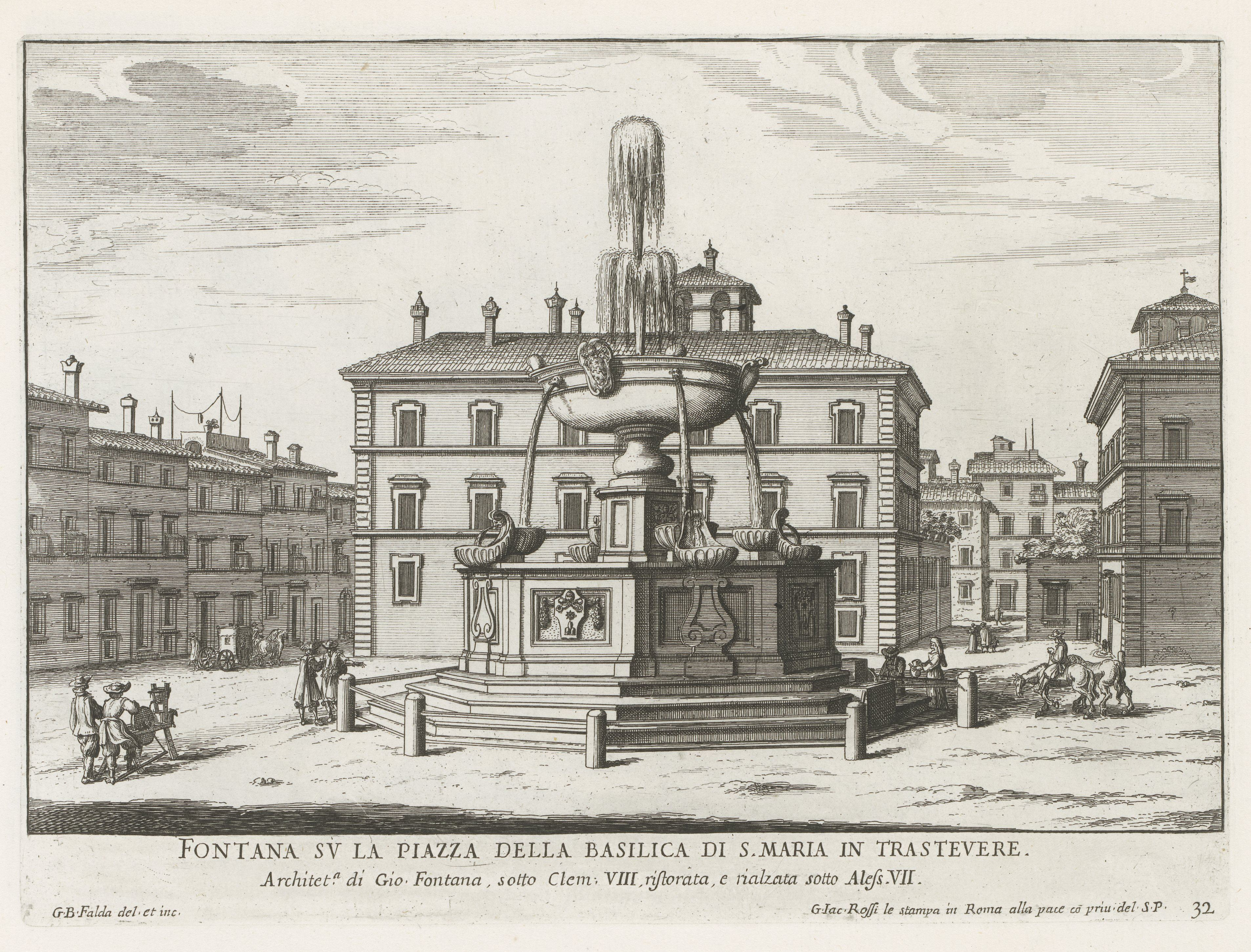
La fontana nella seconda metà del Seicento, dopo il rifacimento voluto da Alessandro VII

Realizzato poco dopo anche l'acquedotto dell'”Acqua Paola” sul vecchio tracciato dell'Acquedotto Traiano, si cambiò di nuovo l'alimentazione della fontana, visto che la portata del nuovo condotto era molto più abbondante. Questo cambiamento richiese lo spostamento della fontana dalla vecchia posizione, presso la chiesa, alla nuova posizione, al centro della piazza. Questa volta l'opera fu affidato al Bernini, che nel 1658 completò la nuova fontana: la innalzò su gradini, appose sui lati della vasca ottagonale un'epigrafe commemorativa e gli stemmi di papa Alessandro VII e aggiunse quattro conchiglie su lati alterni, con le valve aperte rivolte verso l'esterno, dal retro delle quali usciva l'acqua.
Un successivo intervento fu fatto nel 1694 da Carlo Fontana, che ampliò la capienza della vasca, realizzandola in travertino, e sostituì le quattro conchiglie con altre più grandi, rivolte stavolta verso l'interno della vasca.
In un restauro del 1873, ad opera del Comune, fu rifatta la vasca principale in marmo bardiglio e fu apposto un imponente S.P.Q.R. all'esterno delle conchiglie.
Un altro intervento di restauro fu fatto nel 1984.